# 3e étape du Tour de France 2019
Pour un article plus général, voir Tour de France 2019.
La 3e étape du Tour de France 2019 s'est déroulée le lundi 8 juillet 2019 entre Binche et Épernay, sur une distance de 215 kilomètres. C'est la première victoire d'un coureur français sur ce Tour, et le premier jour où Julian Alaphilippe endosse le maillot jaune.

## Parcours
Binche, en Belgique, est une ville-étape inédite, mais elle est connue dans le monde du cyclisme pour la course Binche-Tournai-Binche créée en 1911.
Partant de Binche, les coureurs prennent la direction du Sud. Le peloton entre en France par la ville de Jeumont. Le parcours devient accidenté dans le final, en empruntant des routes menant à des villages situés en haut des coteaux du vignoble champenois : Nanteuil-la-Forêt, Hautvillers, Champillon et Mutigny avec une pente moyenne de 6 à 12 %. Puis il passe par le Mont Bernon avant d'arriver à Épernay après l'Avenue de Champagne en remontant à nouveau vers Bernon par la Rue des Coteaux, avec une portion finale à 15 %.
La Marne, département où se termine cette étape, n'est pas le territoire le plus souvent parcouru par le Tour de France : 22 passages du Tour en 106 éditions, de 1903 à 2019, moins que l'Aisne et les Ardennes par exemple qui ont été traversés dès les premières éditions, lorsque cette épreuve sportive épousait mieux les contours du pays,.

## Déroulement
Eddy Merckx est présent pour assister au départ de cette étape, dans la ville de Binche. 
Quelques minutes après le départ, le Belge Tim Wellens, et quatre Francais,Stéphane Rossetto, Paul Ourselin, Anthony Delaplace et Yoann Offredo, lancent une attaque et s'extraient du peloton.
L'allure est rapide. Pour autant, l'échappée compte jusqu'à 5 minutes 30 d'avance. Paul Ourselin remporte un sprint intermédiaire à Dizy-le-Gros. Le peloton passe ensuite à proximité de la cathédrale de Reims. Les premiers reliefs de la montagne de Reims, et du Vignoble de Champagne, apparaissent. L'écart entre l'échappée et le peloton s'amenuise progressivement. Tim Wellens part seul en tête dans la côte de Nanteuil-la-Forêt, et passe en tête au sommet de cette première difficulté du jour, au kilomètre 173. La fin de parcours est plus accidentée, avec plusieurs côtes classées en 3e catégorie. Tim Wellens passe en tête et isolé, à nouveau, au sommet de la Côte d'Hautvillers. Les quatre Français de l'échappée sont repris par le peloton au pied de cette même côte d'Hautvillers. Tim Wellens est toujours seul en tête au sommet de la Côte de Champillon. Juste avant le sommet de la côte de Mutigny, Julian Alaphilippe sort du peloton. Après une échappée de 200 km, Wellens passe en tête  au sommet de cette dernière côte, mais Alaphilippe le dépasse juste après, à 16 km de l'arrivée. Le coureur français fonce alors dans la descente, sur une portion de parcours qu'il était venu spécialement reconnaître, mais il est parti pour gagner à une distance importante de la ligne d'arrivée : « je ne pensais pas m'isoler si loin de l'arrivée mais finalement, une fois devant, j'ai tout mis ... et je ne regrette pas », dira-t-il ensuite. 
Julian Alaphilippe s'impose finalement à Épernay, après avoir mené à bien  une course en solitaire de 16 km. C'est la première victoire française du Tour 2019. Devançant ses poursuivants de 26 secondes, le vainqueur du jour fait coup double en s'emparant du maillot jaune. C'est une performance qu'il visait depuis le contre la montre par équipes de la veille, la 2e étape, où son équipe, les Deceuninck-Quick Step, a terminé presque dans le même temps que les Ineos. Le détenteur précédent du maillot jaune, Mike Teunissen, a été lâché dans la côte de Mutigny,.
Bora-Hansgrohe est distinguée comme la meilleure équipe de cette étape, et, très logiquement, Tim Wellens se voit décerner le prix de la combativité de cette journée. Il s'empare aussi du maillot à pois qui récompense le meilleur grimpeur, pour les côtes de troisième catégorie franchies en tête, et il gardera ce maillot jusqu'à la 18e étape. Peter Sagan remporte le maillot vert (qu'il portera donc de plein droit, et non par procuration, dès l'étape suivante), pour la première place provisoire du classement par points, grâce à sa bonne place au sprint intermédiaire et final.

## Résultats

### Classement de l'étape
| \| Classement de l'étape \| Classement de l'étape \| Classement de l'étape \| Classement de l'étape \| Classement de l'étape \| \| Coureur \| Coureur \| Pays \| Équipe \| Temps \| \| --------------------- \| --------------------- \| --------------------- \| --------------------- \| --------------------- \| \| 1er \| Julian Alaphilippe \| France \| Deceuninck-Quick Step \| 4 h 40 min 29 s \| \| 2e \| Michael Matthews \| Australie \| Team Sunweb \| + 26 s \| \| 3e \| Jasper Stuyven \| Belgique \| Trek-Segafredo \| + 26 s \| \| 4e \| Greg Van Avermaet \| Belgique \| CCC Team \| + 26 s \| \| 5e \| Peter Sagan \| Slovaquie \| Bora-Hansgrohe \| + 26 s \| \| 6e \| Matteo Trentin \| Italie \| Mitchelton-Scott \| + 26 s \| \| 7e \| Sonny Colbrelli \| Italie \| Bahrain-Merida \| + 26 s \| \| 8e \| Xandro Meurisse \| Belgique \| Wanty-Gobert \| + 26 s \| \| 9e \| Wout van Aert \| Belgique \| Team Jumbo-Visma \| + 26 s \| \| 10e \| Thibaut Pinot \| France \| Groupama-FDJ \| + 26 s \| |                    |           |                       |                 |
| |                    |           |                       |                 |
| Source : ProCyclingStats |                    |           |                       |                 |
| Classement de l'étape |                    |           |                       |                 |
| Coureur | Coureur            | Pays      | Équipe                | Temps           |
| 1er | Julian Alaphilippe | France    | Deceuninck-Quick Step | 4 h 40 min 29 s |
| 2e | Michael Matthews   | Australie | Team Sunweb           | + 26 s          |
| 3e | Jasper Stuyven     | Belgique  | Trek-Segafredo        | + 26 s          |
| 4e | Greg Van Avermaet  | Belgique  | CCC Team              | + 26 s          |
| 5e | Peter Sagan        | Slovaquie | Bora-Hansgrohe        | + 26 s          |
| 6e | Matteo Trentin     | Italie    | Mitchelton-Scott      | + 26 s          |
| 7e | Sonny Colbrelli    | Italie    | Bahrain-Merida        | + 26 s          |
| 8e | Xandro Meurisse    | Belgique  | Wanty-Gobert          | + 26 s          |
| 9e | Wout van Aert      | Belgique  | Team Jumbo-Visma      | + 26 s          |
| 10e | Thibaut Pinot      | France    | Groupama-FDJ          | + 26 s          |

### Points attribués
| Sprint intermédiaire Dizy-le-Gros (km 101,5) | Sprint intermédiaire Dizy-le-Gros (km 101,5) | Sprint intermédiaire Dizy-le-Gros (km 101,5) | Sprint intermédiaire Dizy-le-Gros (km 101,5) | Sprint intermédiaire Dizy-le-Gros (km 101,5) |
| -------------------------------------------- | -------------------------------------------- | -------------------------------------------- | -------------------------------------------- | -------------------------------------------- |
|                                              | Coureur                                      | Pays                                         | Équipe                                       | Point(s)                                     |
| 1er                                          | Paul Ourselin                                | France                                       | Total Direct Énergie                         | 20                                           |
| 2e                                           | Yoann Offredo                                | France                                       | Wanty-Gobert                                 | 17                                           |
| 3e                                           | Stéphane Rossetto                            | France                                       | Cofidis                                      | 15                                           |
| 4e                                           | Anthony Delaplace                            | France                                       | Arkéa-Samsic                                 | 13                                           |
| 5e                                           | Tim Wellens                                  | Belgique                                     | Lotto-Soudal                                 | 11                                           |
| 6e                                           | Elia Viviani                                 | Italie                                       | Deceuninck-Quick Step                        | 10                                           |
| 7e                                           | Peter Sagan                                  | Slovaquie                                    | Bora-Hansgrohe                               | 9                                            |
| 8e                                           | Sonny Colbrelli                              | Italie                                       | Bahrain-Merida                               | 8                                            |
| 9e                                           | Michael Matthews                             | Australie                                    | Sunweb                                       | 7                                            |
| 10e                                          | Andrea Pasqualon                             | Italie                                       | Wanty-Gobert                                 | 6                                            |
| 11e                                          | Michael Mørkøv                               | Danemark                                     | Deceuninck-Quick Step                        | 5                                            |
| 12e                                          | Daniel Oss                                   | Italie                                       | Bora-Hansgrohe                               | 4                                            |
| 13e                                          | Giacomo Nizzolo                              | Italie                                       | Dimension Data                               | 3                                            |
| 14e                                          | Tony Martin                                  | Allemagne                                    | Jumbo-Visma                                  | 2                                            |
| 15e                                          | Kasper Asgreen                               | Danemark                                     | Deceuninck-Quick Step                        | 1                                            |
| modifier                                     |                                              |                                              |                                              |                                              |

| Arrivée d'étape Épernay (km 215) | Arrivée d'étape Épernay (km 215) | Arrivée d'étape Épernay (km 215) | Arrivée d'étape Épernay (km 215) | Arrivée d'étape Épernay (km 215) |
| -------------------------------- | -------------------------------- | -------------------------------- | -------------------------------- | -------------------------------- |
|                                  | Coureur                          | Pays                             | Équipe                           | Point(s)                         |
| 1er                              | Julian Alaphilippe               | France                           | Deceuninck-Quick Step            | 30                               |
| 2e                               | Michael Matthews                 | Australie                        | Sunweb                           | 25                               |
| 3e                               | Jasper Stuyven                   | Belgique                         | Trek-Segafredo                   | 22                               |
| 4e                               | Greg Van Avermaet                | Belgique                         | CCC                              | 19                               |
| 5e                               | Peter Sagan                      | Slovaquie                        | Bora-Hansgrohe                   | 17                               |
| 6e                               | Matteo Trentin                   | Italie                           | Mitchelton-Scott                 | 15                               |
| 7e                               | Sonny Colbrelli                  | Italie                           | Bahrain-Merida                   | 13                               |
| 8e                               | Xandro Meurisse                  | Belgique                         | Wanty-Gobert                     | 11                               |
| 9e                               | Wout van Aert                    | Belgique                         | Jumbo-Visma                      | 9                                |
| 10e                              | Thibaut Pinot                    | France                           | Groupama-FDJ                     | 7                                |
| 11e                              | Tiesj Benoot                     | Belgique                         | Lotto-Soudal                     | 6                                |
| 12e                              | Egan Bernal                      | Colombie                         | Ineos                            | 5                                |
| 13e                              | Geraint Thomas                   | Royaume-Uni                      | Ineos                            | 4                                |
| 14e                              | Jakob Fuglsang                   | Danemark                         | Astana                           | 3                                |
| 15e                              | Guillaume Martin                 | France                           | Wanty-Gobert                     | 2                                |
| modifier                         |                                  |                                  |                                  |                                  |

|   | Coureur            | Pays     | Équipe                | Bonifications |
| - | ------------------ | -------- | --------------------- | ------------- |
| 1 | Tim Wellens        | Belgique | Lotto-Soudal          | 8 s           |
| 2 | Julian Alaphilippe | France   | Deceuninck-Quick Step | 5 s           |
| 3 | Michael Woods      | Canada   | EF Education First    | 2 s           |

|   | Coureur            | Pays      | Équipe                | Bonifications |
| - | ------------------ | --------- | --------------------- | ------------- |
| 1 | Julian Alaphilippe | France    | Deceuninck-Quick Step | 10 s          |
| 2 | Michael Matthews   | Australie | Sunweb                | 6 s           |
| 3 | Jasper Stuyven     | Belgique  | Trek-Segafredo        | 4 s           |

### Cols et côtes
| Côte de Nanteuil-la-Forêt (km 173) 4e catégorie (1,1km à 6,8%) | Côte de Nanteuil-la-Forêt (km 173) 4e catégorie (1,1km à 6,8%) | Côte de Nanteuil-la-Forêt (km 173) 4e catégorie (1,1km à 6,8%) | Côte de Nanteuil-la-Forêt (km 173) 4e catégorie (1,1km à 6,8%) | Côte de Nanteuil-la-Forêt (km 173) 4e catégorie (1,1km à 6,8%) |
| -------------------------------------------------------------- | -------------------------------------------------------------- | -------------------------------------------------------------- | -------------------------------------------------------------- | -------------------------------------------------------------- |
|                                                                | Coureur                                                        | Pays                                                           | Équipe                                                         | Point(s)                                                       |
| 1er                                                            | Tim Wellens                                                    | Belgique                                                       | Lotto-Soudal                                                   | 1                                                              |
| modifier                                                       |                                                                |                                                                |                                                                |                                                                |

| Côte d'Hautvillers (km 185,5) 3e catégorie (0,9km à 10,5%) | Côte d'Hautvillers (km 185,5) 3e catégorie (0,9km à 10,5%) | Côte d'Hautvillers (km 185,5) 3e catégorie (0,9km à 10,5%) | Côte d'Hautvillers (km 185,5) 3e catégorie (0,9km à 10,5%) | Côte d'Hautvillers (km 185,5) 3e catégorie (0,9km à 10,5%) |
| ---------------------------------------------------------- | ---------------------------------------------------------- | ---------------------------------------------------------- | ---------------------------------------------------------- | ---------------------------------------------------------- |
|                                                            | Coureur                                                    | Pays                                                       | Équipe                                                     | Point(s)                                                   |
| 1er                                                        | Tim Wellens                                                | Belgique                                                   | Lotto-Soudal                                               | 2                                                          |
| 2e                                                         | Nairo Quintana                                             | Colombie                                                   | Movistar                                                   | 1                                                          |
| modifier                                                   |                                                            |                                                            |                                                            |                                                            |

| Côte de Champillon (km 190) 3e catégorie (1,8km à 6,6%) | Côte de Champillon (km 190) 3e catégorie (1,8km à 6,6%) | Côte de Champillon (km 190) 3e catégorie (1,8km à 6,6%) | Côte de Champillon (km 190) 3e catégorie (1,8km à 6,6%) | Côte de Champillon (km 190) 3e catégorie (1,8km à 6,6%) |
| ------------------------------------------------------- | ------------------------------------------------------- | ------------------------------------------------------- | ------------------------------------------------------- | ------------------------------------------------------- |
|                                                         | Coureur                                                 | Pays                                                    | Équipe                                                  | Point(s)                                                |
| 1er                                                     | Tim Wellens                                             | Belgique                                                | Lotto-Soudal                                            | 2                                                       |
| 2e                                                      | Xandro Meurisse                                         | Belgique                                                | Wanty-Gobert                                            | 1                                                       |
| modifier                                                |                                                         |                                                         |                                                         |                                                         |

| Côte de Mutigny (km 199) 3e catégorie (0,9km à 12,2%) | Côte de Mutigny (km 199) 3e catégorie (0,9km à 12,2%) | Côte de Mutigny (km 199) 3e catégorie (0,9km à 12,2%) | Côte de Mutigny (km 199) 3e catégorie (0,9km à 12,2%) | Côte de Mutigny (km 199) 3e catégorie (0,9km à 12,2%) |
| ----------------------------------------------------- | ----------------------------------------------------- | ----------------------------------------------------- | ----------------------------------------------------- | ----------------------------------------------------- |
|                                                       | Coureur                                               | Pays                                                  | Équipe                                                | Point(s)                                              |
| 1er                                                   | Tim Wellens                                           | Belgique                                              | Lotto-Soudal                                          | 2                                                     |
| 2e                                                    | Julian Alaphilippe                                    | France                                                | Deceuninck-Quick Step                                 | 1                                                     |
| modifier                                              |                                                       |                                                       |                                                       |                                                       |

### Prix de la combativité
- Tim Wellens (Lotto-Soudal)

## Classements à l'issue de l'étape

### Classement général
| \| Classement général \| Classement général \| Classement général \| Classement général \| Classement général \| \| Coureur \| Coureur \| Pays \| Équipe \| Temps \| \| ------------------ \| ------------------ \| ------------------ \| --------------------- \| ------------------ \| \| 1er \| Julian Alaphilippe \| France \| Deceuninck-Quick Step \| 9 h 32 min 19 s \| \| 2e \| Wout van Aert \| Belgique \| Team Jumbo-Visma \| + 20 s \| \| 3e \| Steven Kruijswijk \| Pays-Bas \| Team Jumbo-Visma \| + 25 s \| \| 4e \| George Bennett \| Nouvelle-Zélande \| Team Jumbo-Visma \| + 25 s \| \| 5e \| Michael Matthews \| Australie \| Team Sunweb \| + 40 s \| \| 6e \| Egan Bernal \| Colombie \| Team Ineos \| + 40 s \| \| 7e \| Geraint Thomas \| Royaume-Uni \| Team Ineos \| + 45 s \| \| 8e \| Enric Mas \| Espagne \| Deceuninck-Quick Step \| + 46 s \| \| 9e \| Greg Van Avermaet \| Belgique \| CCC Team \| + 51 s \| \| 10e \| Wilco Kelderman \| Pays-Bas \| Team Sunweb \| + 51 s \| |                    |                  |                       |                 |
| |                    |                  |                       |                 |
| Source : ProCyclingStats |                    |                  |                       |                 |
| Classement général |                    |                  |                       |                 |
| Coureur | Coureur            | Pays             | Équipe                | Temps           |
| 1er | Julian Alaphilippe | France           | Deceuninck-Quick Step | 9 h 32 min 19 s |
| 2e | Wout van Aert      | Belgique         | Team Jumbo-Visma      | + 20 s          |
| 3e | Steven Kruijswijk  | Pays-Bas         | Team Jumbo-Visma      | + 25 s          |
| 4e | George Bennett     | Nouvelle-Zélande | Team Jumbo-Visma      | + 25 s          |
| 5e | Michael Matthews   | Australie        | Team Sunweb           | + 40 s          |
| 6e | Egan Bernal        | Colombie         | Team Ineos            | + 40 s          |
| 7e | Geraint Thomas     | Royaume-Uni      | Team Ineos            | + 45 s          |
| 8e | Enric Mas          | Espagne          | Deceuninck-Quick Step | + 46 s          |
| 9e | Greg Van Avermaet  | Belgique         | CCC Team              | + 51 s          |
| 10e | Wilco Kelderman    | Pays-Bas         | Team Sunweb           | + 51 s          |

| Classement par points | Classement par points | Classement par points | Classement par points | Classement par points |
| Coureur               | Coureur               | Pays                  | Équipe                | Points                |
| --------------------- | --------------------- | --------------------- | --------------------- | --------------------- |
| 1er                   | Peter Sagan           | Slovaquie             | Bora-Hansgrohe        | 76 pts                |
| 2e                    | Michael Matthews      | Australie             | Team Sunweb           | 59 pts                |
| 3e                    | Sonny Colbrelli       | Italie                | Bahrain-Merida        | 54 pts                |
| 4e                    | Mike Teunissen        | Pays-Bas              | Team Jumbo-Visma      | 50 pts                |
| 5e                    | Greg Van Avermaet     | Belgique              | CCC Team              | 40 pts                |
| 6e                    | Matteo Trentin        | Italie                | Mitchelton-Scott      | 38 pts                |
| 7e                    | Julian Alaphilippe    | France                | Deceuninck-Quick Step | 30 pts                |
| 8e                    | Jasper Stuyven        | Belgique              | Trek-Segafredo        | 29 pts                |
| 9e                    | Giacomo Nizzolo       | Italie                | Dimension Data        | 21 pts                |
| 10e                   | Paul Ourselin         | France                | Total Direct Énergie  | 20 pts                |

| Classement par points | Classement par points | Classement par points | Classement par points | Classement par points |
| Coureur               | Coureur               | Pays                  | Équipe                | Points                |
| --------------------- | --------------------- | --------------------- | --------------------- | --------------------- |
| 1er                   | Peter Sagan           | Slovaquie             | Bora-Hansgrohe        | 76 pts                |
| 2e                    | Michael Matthews      | Australie             | Team Sunweb           | 59 pts                |
| 3e                    | Sonny Colbrelli       | Italie                | Bahrain-Merida        | 54 pts                |
| 4e                    | Mike Teunissen        | Pays-Bas              | Team Jumbo-Visma      | 50 pts                |
| 5e                    | Greg Van Avermaet     | Belgique              | CCC Team              | 40 pts                |
| 6e                    | Matteo Trentin        | Italie                | Mitchelton-Scott      | 38 pts                |
| 7e                    | Julian Alaphilippe    | France                | Deceuninck-Quick Step | 30 pts                |
| 8e                    | Jasper Stuyven        | Belgique              | Trek-Segafredo        | 29 pts                |
| 9e                    | Giacomo Nizzolo       | Italie                | Dimension Data        | 21 pts                |
| 10e                   | Paul Ourselin         | France                | Total Direct Énergie  | 20 pts                |

| Classement de la montagne | Classement de la montagne | Classement de la montagne | Classement de la montagne | Classement de la montagne |
| Coureur                   | Coureur                   | Pays                      | Équipe                    | Points                    |
| ------------------------- | ------------------------- | ------------------------- | ------------------------- | ------------------------- |
| 1er                       | Tim Wellens               | Belgique                  | Lotto-Soudal              | 7 pts                     |
| 2e                        | Xandro Meurisse           | Belgique                  | Wanty-Gobert              | 3 pts                     |
| 3e                        | Greg Van Avermaet         | Belgique                  | CCC Team                  | 2 pts                     |
| 4e                        | Julian Alaphilippe        | France                    | Deceuninck-Quick Step     | 1 pt                      |
| 5e                        | Nairo Quintana            | Colombie                  | Movistar Team             | 1 pt                      |

| Classement de la montagne | Classement de la montagne | Classement de la montagne | Classement de la montagne | Classement de la montagne |
| Coureur                   | Coureur                   | Pays                      | Équipe                    | Points                    |
| ------------------------- | ------------------------- | ------------------------- | ------------------------- | ------------------------- |
| 1er                       | Tim Wellens               | Belgique                  | Lotto-Soudal              | 7 pts                     |
| 2e                        | Xandro Meurisse           | Belgique                  | Wanty-Gobert              | 3 pts                     |
| 3e                        | Greg Van Avermaet         | Belgique                  | CCC Team                  | 2 pts                     |
| 4e                        | Julian Alaphilippe        | France                    | Deceuninck-Quick Step     | 1 pt                      |
| 5e                        | Nairo Quintana            | Colombie                  | Movistar Team             | 1 pt                      |

| Classement du meilleur jeune | Classement du meilleur jeune | Classement du meilleur jeune | Classement du meilleur jeune | Classement du meilleur jeune |
| Coureur                      | Coureur                      | Pays                         | Équipe                       | Temps                        |
| ---------------------------- | ---------------------------- | ---------------------------- | ---------------------------- | ---------------------------- |
| 1er                          | Wout van Aert                | Belgique                     | Team Jumbo-Visma             | 9 h 32 min 39 s              |
| 2e                           | Egan Bernal                  | Colombie                     | Team Ineos                   | + 20 s                       |
| 3e                           | Enric Mas                    | Espagne                      | Deceuninck-Quick Step        | + 26 s                       |
| 4e                           | David Gaudu                  | France                       | Groupama-FDJ                 | + 37 s                       |
| 5e                           | Maximilian Schachmann        | Allemagne                    | Bora-Hansgrohe               | + 51 s                       |
| 6e                           | Gregor Mühlberger            | Autriche                     | Bora-Hansgrohe               | + 51 s                       |
| 7e                           | Tiesj Benoot                 | Belgique                     | Lotto-Soudal                 | + 59 s                       |
| 8e                           | Giulio Ciccone               | Italie                       | Trek-Segafredo               | + 1 min 23 s                 |
| 9e                           | Gianni Moscon                | Italie                       | Team Ineos                   | + 2 min 13 s                 |
| 10e                          | Nils Politt                  | Allemagne                    | Katusha-Alpecin              | + 3 min 51 s                 |

| Classement du meilleur jeune | Classement du meilleur jeune | Classement du meilleur jeune | Classement du meilleur jeune | Classement du meilleur jeune |
| Coureur                      | Coureur                      | Pays                         | Équipe                       | Temps                        |
| ---------------------------- | ---------------------------- | ---------------------------- | ---------------------------- | ---------------------------- |
| 1er                          | Wout van Aert                | Belgique                     | Team Jumbo-Visma             | 9 h 32 min 39 s              |
| 2e                           | Egan Bernal                  | Colombie                     | Team Ineos                   | + 20 s                       |
| 3e                           | Enric Mas                    | Espagne                      | Deceuninck-Quick Step        | + 26 s                       |
| 4e                           | David Gaudu                  | France                       | Groupama-FDJ                 | + 37 s                       |
| 5e                           | Maximilian Schachmann        | Allemagne                    | Bora-Hansgrohe               | + 51 s                       |
| 6e                           | Gregor Mühlberger            | Autriche                     | Bora-Hansgrohe               | + 51 s                       |
| 7e                           | Tiesj Benoot                 | Belgique                     | Lotto-Soudal                 | + 59 s                       |
| 8e                           | Giulio Ciccone               | Italie                       | Trek-Segafredo               | + 1 min 23 s                 |
| 9e                           | Gianni Moscon                | Italie                       | Team Ineos                   | + 2 min 13 s                 |
| 10e                          | Nils Politt                  | Allemagne                    | Katusha-Alpecin              | + 3 min 51 s                 |

| Classement par équipes | Classement par équipes | Classement par équipes | Classement par équipes |
| Équipe                 | Équipe                 | Pays                   | Temps                  |
| ---------------------- | ---------------------- | ---------------------- | ---------------------- |
| 1re                    | Team Jumbo-Visma       | Pays-Bas               | 29 h 07 min 04 s       |
| 2e                     | Team Sunweb            | Allemagne              | + 1 min 44 s           |
| 3e                     | EF Education First     | États-Unis             | + 1 min 57 s           |
| 4e                     | Ineos                  | Royaume-Uni            | + 2 min 04 s           |
| 5e                     | Groupama-FDJ           | France                 | + 2 min 08 s           |
| 6e                     | Mitchelton-Scott       | Australie              | + 2 min 44 s           |
| 7e                     | Astana                 | Kazakhstan             | + 2 min 49 s           |
| 8e                     | Bora-hansgrohe         | Allemagne              | + 3 min 04 s           |
| 9e                     | Bahrain-Merida         | Bahreïn                | + 3 min 37 s           |
| 10e                    | Dimension Data         | Afrique du Sud         | + 4 min 14 s           |

| Classement par équipes | Classement par équipes | Classement par équipes | Classement par équipes |
| Équipe                 | Équipe                 | Pays                   | Temps                  |
| ---------------------- | ---------------------- | ---------------------- | ---------------------- |
| 1re                    | Team Jumbo-Visma       | Pays-Bas               | 29 h 07 min 04 s       |
| 2e                     | Team Sunweb            | Allemagne              | + 1 min 44 s           |
| 3e                     | EF Education First     | États-Unis             | + 1 min 57 s           |
| 4e                     | Ineos                  | Royaume-Uni            | + 2 min 04 s           |
| 5e                     | Groupama-FDJ           | France                 | + 2 min 08 s           |
| 6e                     | Mitchelton-Scott       | Australie              | + 2 min 44 s           |
| 7e                     | Astana                 | Kazakhstan             | + 2 min 49 s           |
| 8e                     | Bora-hansgrohe         | Allemagne              | + 3 min 04 s           |
| 9e                     | Bahrain-Merida         | Bahreïn                | + 3 min 37 s           |
| 10e                    | Dimension Data         | Afrique du Sud         | + 4 min 14 s           |

## Le maillot jaune du jour
Chaque jour, un maillot jaune différent est remis au leader du classement général, avec des imprimés rendant hommage à des coureurs ou à des symboles qui ont marqué l'histoire de l'épreuve, à l'occasion du centième anniversaire du maillot jaune.
C'est Eddy Merckx qui a remporté la première de ses cinq victoires sur le Tour il y a 50 ans qui est représenté sur la tunique jaune du jour.